# Humberto Romero
Humberto Romero Martínez (* 11. Oktober 1964 in Guadalajara, Jalisco), auch bekannt unter dem Spitznamen Romerito, ist ein ehemaliger mexikanischer Fußballspieler, der vorwiegend im Mittelfeld agierte und nach seiner aktiven Laufbahn eine Tätigkeit als Fußballtrainer begann.

## Laufbahn
Romero begann seine Profikarriere bei seinem Heimatverein Club Leones Negros de la Universidad de Guadalajara, mit dem er in der Saison 1989/90 Vizemeister der mexikanischen Liga wurde und in der darauffolgenden Saison 1990/91 den mexikanischen Pokalwettbewerb gewann. 
Romero stand insgesamt zwölf Jahre bei den Leones Negros unter Vertrag und wechselte erst im Sommer 1994, nachdem ein aus 15 Vereinen bestehendes Konsortium die Erstligalizenz der Universitätskicker erworben hatte, um als Unterbau für die Primera División als höchster Spielklasse die Primera División 'A' ins Leben zu rufen, wodurch die Leones Negros erst einmal ihren Profistatus verloren. 
Die folgenden vier Spielzeiten verbrachte Romero bei den Toros Neza, mit denen er 1997 das erfolgreichste Jahr ihrer Vereinsgeschichte erlebte, als die Mannschaft die Finalspiele sowohl um die mexikanische Fußballmeisterschaft als auch im Pokalwettbewerb erreichte. Auch wenn es in beiden Fällen „nur“ zu einem zweiten Platz reichte: so scheiterten die Toros im Torneo Verano 1997 um die Meisterschaft mit 1:1 und 1:6 gegen den Club Deportivo Guadalajara und im Pokalfinale derselben Saison mit 0:2 gegen den Lokalrivalen Cruz Azul.
Seine letzte Saison 1998/99 verbrachte Romerito in Diensten des Querétaro Fútbol Club.
Nach seiner aktiven Laufbahn begann Humberto Romero eine Trainertätigkeit und ist seit 2011 als Cheftrainer für diverse Vereine der viertklassigen Tercera División verantwortlich. 

## Erfolge
- Mexikanischer Vizemeister: 1989/90, Verano 1997
- Mexikanischer Pokalsieger: 1990/91